# Nereis angusticollis
Nereis angusticollis är en ringmaskart som beskrevs av Augener 1913. Nereis angusticollis ingår i släktet Nereis och familjen Nereididae. Inga underarter finns listade i Catalogue of Life.